# Deux-points
Le deux-points,, ou double point, est un signe de ponctuation constitué de deux points alignés l’un au-dessus de l’autre.

## Grammaire
Du point de vue de la syntaxe, le deux-points s’apparente au point-virgule et sépare deux membres de phrase souvent constitués de propositions indépendantes.
Le deux-points peut introduire diverses catégories de segments :
- une citation, dans le discours rapporté direct : 
 « Louis XIV aurait dit : « L’État, c’est moi ! » »
- une explication, une cause : 
 « Je reste chez moi : il pleut et je suis fatigué. »
- une conséquence, une synthèse : 
 « Il pleut et je suis fatigué : je reste chez moi. »
- une énumération : 
 « Il pratique de nombreuses activités sportives : natation, planche à voile, course, tennis, etc. »

Le Lexique des règles typographiques en usage à l'Imprimerie nationale, ouvrage de référence en typographie française, indique qu'on ne met pas de majuscule après un deux-points, sauf s'il est suivi d'un nom propre ou qu'il introduit une citation. Selon d'autres sources francophones, principalement canadiennes, lorsque le deux-points constitue un introducteur ou un présentatif du ou des mots qui le précèdent ainsi que dans certains contextes administratifs ou techniques, la majuscule est recommandée,,,.
Exemples :
- « De : La direction »
- « À : Tous les employés »
- « Destinataires : Responsables des unités »
- « Copie conforme : Membres du comité de rédaction »
- « Objet : Vacances annuelles »
- « Référence : Votre lettre du 16 décembre 2009 »
- « Pièce jointe : Curriculum vitæ »
- « N.B. : Des réserves ont été signalées par le client plusieurs fois. »
- « Note : Un exemple détaillé se trouve dans le rapport annuel. »
- « Remarque : Ce produit peut contenir des traces d’arachides. »
- « Avis : Les téléphones cellulaires sont interdits dans cette salle. »
- « Avertissement : La fumée du tabac peut causer le cancer du poumon. »

## Typographie
En typographie française de France et au Canada, le deux-points habituel est séparé du caractère qui le précède par une espace insécable. En typographie suisse, il est d'usage d'insérer une espace fine, donc insécable, et quand l’outil ne permet pas l’espace fine, on accole le deux-points au mot précédent. Pour plus de détails, voir l'article consacré au sujet. 
On utilise cette ponctuation en SAMPA là où, en API, on utilise le chrone (ː), pour allonger le phonème précédent.

## Autres langues et systèmes orthographiques

### Signe diacritique
Dans l’orthographe de certaines langues, comme le budu en république démocratique du Congo, le krahn oriental au Liberia, le sabaot au Kenya, le erima (en), gizra (en), go:bosi (en), gwahatike (en), kaluli (en), kamula, kasua (en), kuni-boazi, zimakani (en) en Papouasie-Nouvelle-Guinée, ou encore le rawang en Birmanie, le deux-points est utilisé avant une syllabe pour indiquer un ton bas. Le caractère Unicode « ꞉ » (U+A789 lettre modificative deux-points) est préféré.
Dans plusieurs langues amérindiennes comme le hupa ou le mohawk, les deux-points sont utilisés pour indiquer la longueur de voyelles. Le caractère de ponctuation « : » (U+003A deux-points) est préféré.
En sapiny en Ouganda, le deux-points est utilisé devant un mot pour indiquer que celui-ci est le sujet. Par exemple, Kipakac :ciito ŋōtunyto, « L’homme a tué le lion », ou Kipakac ciito :ŋōtunyto, « Le lion a tué l’homme ».

## Signe grammatical
En finnois et en suédois, les deux-points sont utilisés pour connecter un suffixe grammatical à une abréviation, un sigle ou un numéro, par exemple le finnois USA:n ou le suédois USA:s pour le cas possessif de USA, le finnois %:ssa pour l’inessif de %, ou le finnois 20:een pour l’illatif de 20.

## Autres utilisations

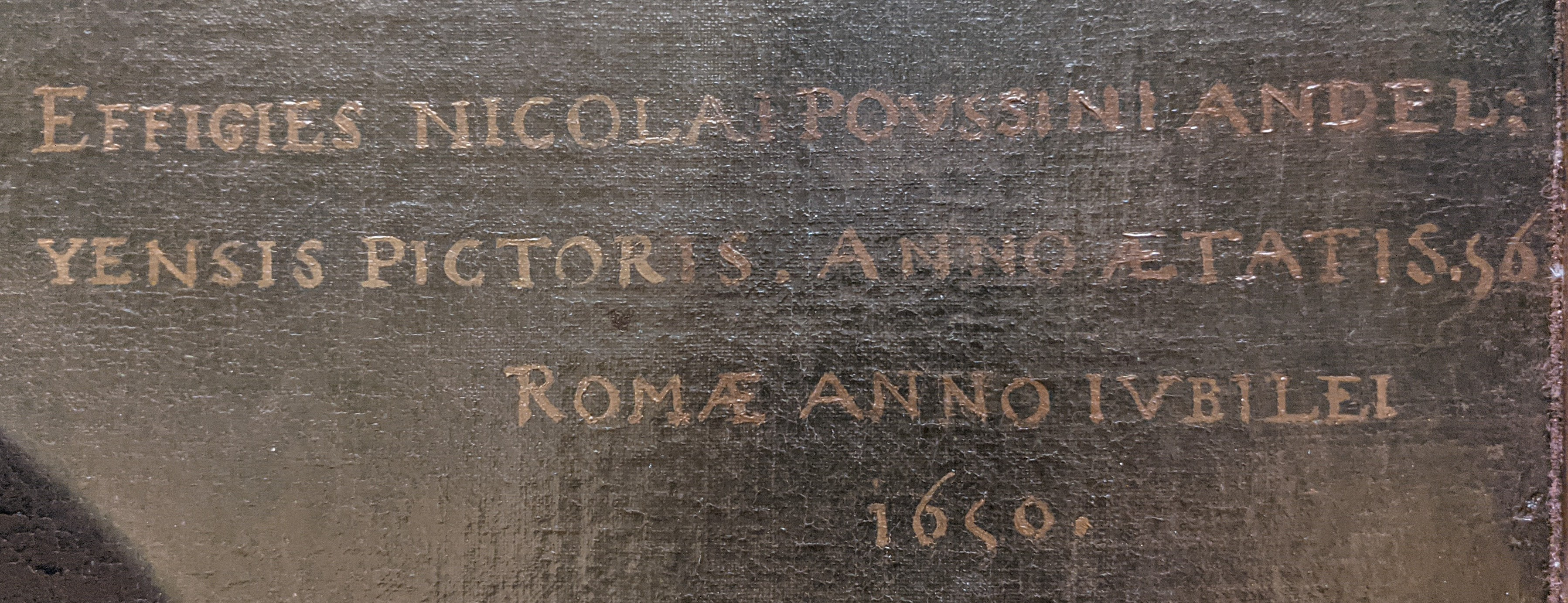
Utilisation du deux-points pour séparer un mot sur deux lignes dans un Autoportrait de Poussin.

- En arithmétique, le deux-points est employé comme signe de la division, en variante de l’obélus « ÷ » et de la barre oblique « / ».
- Le deux-points sert à séparer l’heure, les minutes et les secondes dans certaines notations (notamment celle spécifiée par la norme ISO 8601). Il précise que ce qui suit est une division sexagésimale.
- Dans les émoticônes, les deux-points représentent les yeux.
- En informatique, le deux-points est un caractère de séparation qui peut être utilisé en plusieurs endroits d'une URL.  Dans l'exemple http://Jojo:lApIn@www.exemple.com:8888/chemin/d/acc%C3%A8s.php?q=req&q2=req2#signet , le :  est placé après le nom du protocole (http), avant le mot de passe de l'utilisateur (lApIn)ou avant le numéro de port TCP/IP (8888)[10].
- Le deux-points permet de créer un élément HTML présentant un terme défini dans une liste de définitions <dt> dans le moteur de wiki MediaWiki utilisé par Wikipédia.
- A:B, où A et B sont deux matrices, désigne le produit scalaire appelé inner product chez les Anglo-Saxons): {\displaystyle A:B=\sum _{i,j}A_{ij}B_{ij}\!\,}.[réf. nécessaire]